# Achim Bellmann
Achim Bellmann (* 27. Juli 1957 in Münster) ist ein ehemaliger deutscher Moderner Fünfkämpfer und Olympiateilnehmer 1984 in Los Angeles. Nach seinem Wechsel zum Fechtsport wurde er auch dort deutscher Meister.

## Karriere
Bei den Junioren-Weltmeisterschaften 1977 in San Antonio, Texas, gewann er Silber hinter dem Sowjetathleten Vasily Nefedov. Bei den deutschen Meisterschaften im Modernen Fünfkampf 1982 wurde er Vizemeister, 1983 belegte er den dritten Platz. Bei den Olympischen Spielen 1984 belegte er den 14. Platz in der Einzelwertung und erreichte mit der deutschen Mannschaft den sechsten Platz.
1985 wechselte er in das Fechterlager und wurde im gleichen Jahr deutscher Meister und Weltmeister mit der deutschen Mannschaft im Degenfechten. Achim Bellmann startet seit den 1980er Jahren für den TSV Bayer 04 Leverkusen. Er war mit Christiane Weber verheiratet, aus der Ehe entstammen zwei Kinder.